# 벤텐초역
벤텐초역(일본어: 弁天町駅, べんてんちょうえき 벤텐초에키[*])은 오사카부 오사카시 미나토구에 있는 서일본 여객철도와 오사카시 고속 전기 궤도의 철도역이다.

## 개요 및 역 구조
JR과 오사카 시 교통국의 역 모두 2면 2선의 상대식 승강장이 있는 고가역이다. JR 역의 고가 위로 지하철 역이 있는 구조로, 이것은 역 주변의 지반이 약하여 지하 굴착이 불가능했기 때문이다.

### 서일본 여객철도
승강장은 3층이며, 개찰구는 북쪽 출입구와 남쪽 출입구에 각각 존재한다. 북쪽 출입구의 개찰구는 1층의 오크 200 근처에, 남쪽 출입구의 개찰구는 2층에 있는 교통과학박물관과 오사카 시 교통국의 역 통로를 경유하게 되어있다. 에스컬레이터는 북쪽 출입구와 남쪽 출입구의 1, 2번 승강장의 계단에, 엘리베이터는 남쪽 출입구의 1, 2번 승강장에 설치되어있다. 또, 1번 승강장에는 큰 창문이 있어서 교통과학박물관에 야외 전시된 차량 일부를 볼 수 있게 해놓았다.
어번 네트워크에 소속되어 있으며, JR의 특정 도구시내 운임 제도에 따른 오사카 시내의 역이다. ICOCA와 그 상호 이용 카드를 사용할 수 있으며 역에는 미도리노마도구치가 설치되어 있다.

#### 승강장
| 1 | ■ 오사카 순환선 | 내선 순환 | 신이마미야 · 덴노지 · 나라 · 간사이 공항 · 와카야마 방면 |
| 2 | ■ 오사카 순환선 | 외선 순환 | 니시쿠조 · 오사카 방면                                   |

### 오사카시 고속 전기궤도
오사카 순환선의 위에 승강장이 있다. 개찰구는 동쪽 출입구와 서쪽 출입구에 각각 존재한다. 동쪽 출입구는 JR의 오사카 순환선과, 서쪽 출입구는 오사카 시 교육 센터를 경유하여 벤텐조 버스 터미널, 오크 200과 통로가 연결되어 있다. 에스컬레이터는 동쪽 출입구의 1번 승강장 계단에, 서쪽 출입구는 1, 2번 양쪽 계단에 병행 설치되어 있다. 또, 승강장에는 엘리베이터가 설치되어 있으며, 지상 출입구와 동쪽 개찰구를 잇는 엘리베이터도 설치되어 있다.
오사카 시 교통국 관할 역 중에서 표고가 제일 높은 역이다.
PiTaPa와 스룻토 간사이에 대응하는 각종 카드들을 사용할 수 있다.

#### 승강장
| 1 | ■ 주오 선 | 혼마치 · 나가타 · 이코마 · 갓켄나라토미가오카 방면 |
| 2 | ■ 주오 선 | 오사카코 · 유메시마 방면                           |

## 역세권 정보
- 교통과학박물관
- 크로스 타워 오사카
- 오사카 교육 센터
- 미나토 구민 센터
- 오사카 시립 미나토 도서관
- 오사카 시영 벤텐초 버스 터미널
- 일본교통
- 한신 고속도로 17호 니시오사카 선
- 간사이 전력

## 역사
- 1961년 4월 25일 - 일본국유철도의 조토 선 개통과 함께 개업.
- 1961년 12월 11일 - 오사카 시영 지하철 4호선의 오사카 항 - 벤텐초 구간이 개통되며, 환승역이 됨.
- 1964년 10월 31일 - 오사카 시영 지하철이 혼마치까지 연장됨.
- 1987년 4월 1일 - 일본국유철도 분할 민영화로 일본국유철도의 역이 서일본 여객철도에 이관됨.
- 2003년 11월 1일 - 서일본 여객철도의 역에서 ICOCA 공용 개시.

## 인접역
| 서일본 여객철도 오사카 순환선  | 서일본 여객철도 오사카 순환선              | 서일본 여객철도 오사카 순환선 |
| ------------------------------ | ------------------------------------------ | ----------------------------- |
| 니시쿠조 외선 순환             | ■ 오사카 순환선 쾌속 · B쾌속               | 신이마미야 내선 순환          |
| 니시쿠조 외선 순환             | ■ 오사카 순환선 구간쾌속 · 직통쾌속 · 보통 | 다이쇼 내선 순환              |
| ■ 오사카 메트로 주오선         |                                            |                               |
| C12 아사시오바시 유메시마 방면 | ■ 오사카 지하철 주오 선                    | C14 구조 나가타 방면          |